# Colonia Alemana
Colonia Alemana est une localité rurale argentine située dans le département de Federación, dans la province d'Entre Ríos.

## Démographie
La population du village, c'est-à-dire à l'exclusion de la zone rurale, était de 92 en 1991 et de 509 en 2001. La population dans la juridiction du conseil de l'administration locale était de 404 en 2001.

## Économie et politique
Il y a une usine de traitement du miel et des produits régionaux et une usine de conditionnement des agrumes. Il y a une école rurale frontalière inaugurée en 1910.
Le conseil de direction a été créé par le décret no 3768/1986 MGJE du 25 août 1986, et ses limites juridictionnelles ont été établies par le décret no 3127/1987 MGJE du 17 juin 1987.

## Histoire
Colonia Alemana, situé du district de Mandisoví, a été fondé le 20 novembre 1883 par le Suisse Miguel Rorher. Le succès de la colonie a amené de nouvelles familles de colons allemands, suisses et autres à partir de 1885. L'année de sa fondation, l'école primaire a été établie, subventionnée par les colons, le premier enseignant étant Frederick Scheiver, suivi de Franz Erben, et en 1888, 12 hectares ont été donnés pour la construction d'une nouvelle école, d'un cimetière et d'une chapelle. La vie religieuse était pratiquée dans la maison du fondateur Miguel Rohrer, qui est décédé à l'âge de 51 ans, et son fils Rodolfo, qui étudiait en Suisse, a poursuivi son œuvre.